# Caddo Valley (Arkansas)
Caddo Valley es un pueblo ubicado en el condado de Clark en el estado estadounidense de Arkansas. En el Censo de 2010 tenía una población de 635 habitantes y una densidad poblacional de 83,22 personas por km².

## Geografía
Caddo Valley se encuentra ubicado en las coordenadas 34°10′51″N 93°5′5″O / 34.18083, -93.08472. Según la Oficina del Censo de los Estados Unidos, Caddo Valley tiene una superficie total de 7.63 km², de la cual 7.6 km² corresponden a tierra firme y (0.44%) 0.03 km² es agua.

## Demografía
Según el censo de 2010, había 635 personas residiendo en Caddo Valley. La densidad de población era de 83,22 hab./km². De los 635 habitantes, Caddo Valley estaba compuesto por el 79.21% blancos, el 15.91% eran afroamericanos, el 0.94% eran amerindios, el 0.31% eran asiáticos, el 0.16% eran isleños del Pacífico, el 0.47% eran de otras razas y el 2.99% pertenecían a dos o más razas. Del total de la población el 2.83% eran hispanos o latinos de cualquier raza.